# 晓雪
晓雪（1935年—），原名杨文翰，笔名苍洱星、柳池等，男，白族，云南大理人，中国诗人、评论家、少数民族作家。
现任中国诗歌学会名誉会长、云南省文史馆馆员，曾任中国作家协会理事、作协全国委员会委员，中国当代少数民族文学研究会会长，云南省文联党组副书记、省作协主席。著有诗集、评论集28部及《晓雪选集》6卷。